# Castle Bytham
Pour les articles homonymes, voir Bytham.
Castle Bytham est une paroisse civile et un village du Lincolnshire, en Angleterre.